# Birhanu Toffu
 (décembre 2022).
République fédérale démocratique d'Éthiopie
Birhanu Toffu (ou Berhanu Tofu, Ge'ez: ብርሃኑ ጦፉ) est un des 112 membres du Conseil de la Fédération éthiopien. Il est un des 54 conseillers de l'État des nations, nationalités et peuples du sud et représente le peuple Konta.
Il est investi dans les questions d'irrigation, notamment de la région Sud.